# توبة (مسلسل)
توبة هو مسلسل تلفزيوني مصري عُرض في شهر رمضان عام 1443 هـ (2 أبريل 2022م)، من بطولة عمرو سعد وماجد المصري وصبا مبارك ودياب وأسماء أبو اليزيد، ومن إخراج أحمد صالح.

## قصة المسلسل
تدور الأحداث في منطقة شعبية بمدينة بورسعيد، حيث يعيش أحمد عبد التواب، "توبة"، وسط حارة شعبية لجأ إليها منذ عدة سنوات هاربا من ماضيه الممتلئ بالجرائم، لكن ماضيه يعود إليه ويطارده من جديد.